# مارکو ایوویچ
مارکو ایوویچ (صربی: Марко Ивовић؛ زادهٔ ۲۲ دسامبر ۱۹۹۰) بازیکن والیبال اهل صربستان، عضو تیم ملی والیبال صربستان و باشگاه ژشوف است.
ایوویچ در لیگ جهانی ۲۰۱۶ با عملکرد درخشان خود به عنوان باارزش‌ترین بازیکن مسابقات لیگ جهانی دست یافت.